# EFootball League
L'eFootball League (anciennement La PES League) est le championnat du monde de eFootball PES organisé par Konami, l'éditeur du jeu. Créée en France au début des années 2000, elle se mondialise par la suite et est directement organisée depuis 2010 par Konami. En 2020 elle change sa structure pour faire partie de la nouvellement créée Football League. Avec d'un côté l'eFootball.Open (ancienne PES League) et de l'autre l'eFootball.Pro, nouvelle compétition destinée au joueur disposant d'un contrat professionnel avec un club.

## eFootball.Open
À partir de 2002, Konami organise l'European Pro Evolution Soccer Championship, un championnat européen de Pro Evolution soccer qui réunit plusieurs journalistes et les 15 meilleurs joueurs d’Europe. Deux places sont accordées à la France en 2002, celle-ci sont attribuées aux vainqueurs et aux finalistes de la Konami's Cup France. En 2003, la PES League est créée pour prendre place à la Konami's Cup. Le championnat européen accueille 16 équipes, trois Français sont qualifiés, le vainqueur et le finaliste de la PES League, mais aussi le vainqueur de l'année précédente.
Pour l'édition 2007, l'European PES Championship, est renommé en PES Europeans Finals,
À partir de 2010 la PES League est organisé officiellement par Konami qui en fait un événement mondial.
En 2020, Konami décide restructurer son championnats, la PES League devient le eFootball.Open et est intégré à l'eFootball League.

### Palmarès
| Final Européennes (2002 - 2009) | Final Européennes (2002 - 2009) | Final Européennes (2002 - 2009) | Final Européennes (2002 - 2009)   | Final Européennes (2002 - 2009) | Final Européennes (2002 - 2009)  | Final Européennes (2002 - 2009)       | Final Européennes (2002 - 2009) | Final Européennes (2002 - 2009) |
| Edition                         | Jeux                            | Lieu                            | Champion                          | Résultats                       | Finaliste                        | Troisième                             | Ref                             | Vid                             |
| ------------------------------- | ------------------------------- | ------------------------------- | --------------------------------- | ------------------------------- | -------------------------------- | ------------------------------------- | ------------------------------- | ------------------------------- |
| 2002                            | PES                             | Grindelwald Suisse              | Noam "NO" El Ouali                | 5-0(ff)                         | unknown                          | Marcel Walke                          | ,                               |                                 |
| 2003                            | PES 2                           | Grindelwald Suisse              | Marcel WALKE                      | 2-0                             | Johnny DESMARES                  | Marius VOGELSANGER                    | ,                               |                                 |
| 2004                            | PES 3                           | Nice, France                    | Sébastien "SEBOU" Audiffren       | 2-1                             | Osman "Oz" Idris                 | "Valentino"                           | [ 8 ]                           |                                 |
| 2005                            | PES 4                           | Sardinia, Italy                 | Gregorz "Esiek" Kuznik            | 2-1                             | Yasin "Jinxy" Koroglu            | Daniele "dibe" Bernardi               | [ 9 ]                           | [ 10 ]                          |
| 2006                            | PES 5                           | Dublin, Irlande                 | Mike "El Matador" Linden          | 4-2                             | Robert "RobMclean" Mclean        | Fabio "Modjo" Ribiero                 | [ 11 ]                          |                                 |
| 2007                            | PES 6                           | Séville, Espagne                | Robert "RobMclean" Mclean         | 6-1                             | Mark "Marko9Gardinic" Gardiner   | Sebastian "Seb" Plocienniczaka        | [ 12 ]                          |                                 |
| 2007                            | PES 6                           | Séville, Espagne                | Robert "RobMclean" Mclean         | 6-1                             | Mark "Marko9Gardinic" Gardiner   | Matthias "GoooL" Winkler              | [ 12 ]                          |                                 |
| 2008                            | PES 2008                        | Rome, Italie                    | Sven 'S-Butcher' Wehmeier         | 2-1                             | Dennis "wiDe" Winkler            | Andrea "The Legend" Parisi            | [ 13 ]                          |                                 |
| 2009                            | PES 2009                        | Nice, France                    | Yasin "Jinxy" Koroglu             | 2-1                             | Luis "Superdinho" Cintas Sola    | Dennis "wiDe" Winkler                 | [ 14 ]                          |                                 |
| Final Mondial (2010 - Actuelle) |                                 |                                 |                                   |                                 |                                  |                                       |                                 |                                 |
| Edition                         | Jeux                            | Lieu                            | Champion                          | Résultats                       | Finaliste                        | Troisième                             | Ref                             | Vid                             |
| 2010                            | PES 2010                        | Mallorca, Espagne               | Christopher "Christopher" Morais  | 2-1                             | Ettore "Ettorito97" Giannuzzi    | Sven 'S-Butcher' Wehmeier             | [ 15 ]                          | [ 16 ]                          |
| 2010                            | PES 2010                        | Mallorca, Espagne               | Christopher "Christopher" Morais  | 2-1                             | Ettore "Ettorito97" Giannuzzi    | George 'The Greek' Tsirita            | [ 15 ]                          | [ 16 ]                          |
| 2011                            | PES 2011                        | Cologne, Allemagne              | Ettore "Ettorito97" Giannuzzi     | 4-1                             | Subaru "Subaru" Sanago           | Christopher "Christopher" Morais      | [ 17 ]                          | [ 18 ]                          |
| 2012                            | PES 2012                        | Madrid, Espagne                 | Pau "PaUU_24" Lara                | 6-5                             | Ron "Strikel" Strikel            | Mike "El Matador" Linden              | [ 19 ]                          | [ 20 ]                          |
| 2012                            | PES 2012                        | Madrid, Espagne                 | Pau "PaUU_24" Lara                | 6-5                             | Ron "Strikel" Strikel            | José "Puto Zeca" Silva                | [ 19 ]                          | [ 20 ]                          |
| 2013                            | PES 2013                        | Dubai, United Arab Emirates     | Patrick "Phayton" Maier           | 4-1                             | Allison "Allison Black" Pereira  | Lazaros 'IptamenosOllandos' Kopanidis | [ 21 ]                          | [ 22 ]                          |
| 2014                            | PES 2014                        | Manchester, Angleterre          | Anastasios "Apolytosarxon" Pappis | 3-2                             | Ettore "VietKong90321" Giannuzzi | Dex "Ambidextrous" Kord               | [ 23 ]                          | [ 24 ]                          |
| 2015                            | PES 2015                        | Berlin, Allemagne               | Walid "usmakabyle" Teban          | 3-2                             | Matthias "Lutti-1" Luttenberger  | Ron "Strikel" Strikel                 | [ 25 ]                          | [ 26 ]                          |
| 2016                            | PES 2016                        | Milan, Italie                   | Walid "usmakabyle" Teban          | 4-3                             | Guilherme "GuiFera15" Fonseca    | Gerardo "Colthirst" Colthirst         | [ 27 ]                          | [ 26 ]                          |
| 2017                            | PES 2017                        | Cardiff, Pays de Galles         | Guilherme "GuiFera" Fonseca       | 2-1                             | Ettore "Ettorito97" Giannuzzi    | Jhonatan "Jhona_KRA" Salazar          | [ 28 ]                          | [ 29 ]                          |
| 2018                            | PES 2018                        | Barcelone, Espagne              | Ettore "Ettorito97" Giannuzzi     | 3-0                             | Alex "AlexAlguacil_8" Alguacil   | Felipe "Fmestre12_PW" Mestre          | [ 30 ]                          | [ 31 ]                          |
| 2018                            | PES 2018                        | Barcelone, Espagne              | Ettore "Ettorito97" Giannuzzi     | 3-0                             | Alex "AlexAlguacil_8" Alguacil   | Jeremy "TioMiit_PW" Bruniaux          | [ 30 ]                          | [ 31 ]                          |
| 2019                            | PES 2019                        | Londres, Angleterre             | Walid "usmakabyle" Teban          | 4-3                             | Ettore "Ettorito97" Giannuzzi    | Rizky "Zeus_Faidan" Faidan            | [ 32 ]                          | [ 33 ]                          |
| 2019                            | PES 2019                        | Londres, Angleterre             | Walid "usmakabyle" Teban          | 4-3                             | Ettore "Ettorito97" Giannuzzi    | Christopher "Christopher_PW" Morais   | [ 32 ]                          | [ 33 ]                          |

### Palmarès par joueur
| Joueur                           | Pays            |   |   |   | Total |
| -------------------------------- | --------------- | - | - | - | ----- |
| Walid "usmakabyle" Teban         | France          | 3 | 0 | 0 | 3     |
| Ettore "Ettorito97" Giannuzzi    | Italie          | 2 | 4 | 0 | 6     |
| Yasin "Jinxy" Koroglu            | Belgique        | 1 | 1 | 0 | 2     |
| Robert "RobMclean" Mclean        | Grande-Bretagne | 1 | 1 | 0 | 2     |
| Guilherme "GuiFera" Fonseca      | Brésil          | 1 | 1 | 0 | 2     |
| Christopher "Christopher" Morais | Portugal        | 1 | 0 | 2 | 3     |
| Mike "El Matador" Linden         | Allemagne       | 1 | 0 | 1 | 2     |
| Sven "S-Butcher" Weihmeier       | Allemagne       | 1 | 0 | 1 | 2     |

### Palmarès par Pays
|                     | Pays                 |    |    |    | Total |
| ------------------- | -------------------- | -- | -- | -- | ----- |
| 1                   | France (FRA)         | 5  | 1  | 1  | 7     |
| 2                   | Allemagne (ALL)      | 4  | 2  | 4  | 10    |
| 3                   | Italie (ITA)         | 2  | 4  | 2  | 8     |
| 4                   | Grande-Bretagne (UK) | 1  | 3  | 1  | 5     |
| 5                   | Brésil (BRA)         | 1  | 2  | 1  | 4     |
| 6                   | Espagne (ESP)        | 1  | 2  | 0  | 3     |
| 7                   | Belgique (BEL)       | 1  | 1  | 0  | 2     |
| 8                   | Portugal (POR)       | 1  | 0  | 4  | 5     |
| 9                   | Grèce (GRE)          | 1  | 0  | 2  | 3     |
| 10                  | Pologne (POL)        | 1  | 0  | 1  | 2     |
| 11                  | Israël (ISR)         | 0  | 1  | 1  | 2     |
| 12                  | Autriche (AUT)       | 0  | 1  | 0  | 1     |
| 12                  | Japon (JPN)          | 0  | 1  | 0  | 1     |
| 14                  | Suisse (SUI)         | 0  | 0  | 2  | 2     |
| 15                  | Indonesie (INA)      | 0  | 0  | 1  | 1     |
| 15                  | Panama (PAN)         | 0  | 0  | 1  | 1     |
| 15                  | Pérou (PER)          | 0  | 0  | 1  | 1     |
| Totals (16 nations) | Totals (16 nations)  | 18 | 18 | 22 | 58    |

### Championnats Français (2002 - 2016)
Crée en 2002, la première édition fut la Konami's Cup, À partir de 2003 elle prendra le nom de PES League. La compétition sera supprimée en 2016.
| Edition | Champions                        |
| ------- | -------------------------------- |
| 2002    | Noam "NO" El Ouali               |
| 2003    | Pierre-Bernard "TATO" Bordron    |
| 2004    | Sébastien "SEBOU" Audiffren      |
| 2005    | Jérémy "DROODIE" Vidal           |
| 2006    | Harry "HARRY555" Evan            |
| 2007    | Julien "ZEBRE" Zemmouri          |
| 2008    | Ludovic "POYET" Luque            |
| 2009    | Julien "ZEBRE" Zemmouri          |
| 2010    | Moises "MOY10" Fernandez         |
| 2011    | Smain "GERRARD" Ouadah           |
| 2012    | Ugo "UGO" Joly                   |
| 2013    | Nabil "NABS" Mechantel           |
| 2014    | Jérémy "TIOMIT" Bruniaux         |
| 2015    | Walid Rachid "UsMakabyle" Tebane |
| 2016    | Kamel "Kams" El Morabet          |

|2017
| azzdine "Aazbabysk" ait Ouzdi
|}

### Championnats Coopératif
Pour la saison 2017-2018, Konami lance son championnat coopératif en 3V3 de la PES League crée en 2018
| Edition | Lieu                | Champions | Résultats | Finaliste | Ref    | Vid    |
| ------- | ------------------- | --- | --------- | --- | ------ | ------ |
| 2018    | Barcelone, Espagne  | Broken Silence - Ettore "Ettorito97" Giannuzzi (C) - Alex "AlexAlguacil_8" Alguacil - Luca "Il Distruttore-44" Tubelli | 2-0       | Total Football - Yan "Indojawa-FC" Sonneveld (C) - Yos "Indominator" Sonneveld - Damien "Mr_Pro_Evo-D" Derkink | [ 30 ] | [ 34 ] |
| 2019    | Londres, Angleterre | eLiga Sul Stars - Guilherme "GuiFera99" Fonseca - Wanderley "alemao_pesbr" Gomes - Ralph "Ralphmonteiroo" Monteiro     | 2-0       | Wani - Lucky "luckymaarif" Maarif - Rizky "Zeus_Faidan" Faidan - Rio "RIO_ds" Dwi Septiawan                    | [ 35 ] | [ 36 ] |

## eFootball.Pro
Crée en 2018 à l'initiative de Gerard Piqué, l'eFootball.Pro oppose des joueurs eSports représentant des clubs de football réels. Les matchs sont joués dans un studio d'enregistrement à Barcelone.
Les clubs s’affrontent dans un championnat de décembre à avril. Les mieux classés sont sélectionnés pour s’affronter lors d'un tournoi final en mai.
Lors d'une journée de championnat, deux matchs sont disputés dans le cadre de chacune des confrontations. Des points sont attribués à l'issue de chaque match (3 points pour une victoire, 1 point pour un match nul, 0 point pour une défaite). Un club peut donc gagner jusqu'à six points lors d'une journée de championnat.
La saison 2019-20 est interrompue après la 5e journée de la phase régulière. L'eFootball.Pro Cup est exceptionnellement organisée en ligne pour combler la fin de saison.
La saison 2020-21 est intégralement disputée en ligne.
| Clubs officiels participant à l'eFootball.Pro | Clubs officiels participant à l'eFootball.Pro                              | Clubs officiels participant à l'eFootball.Pro | Clubs officiels participant à l'eFootball.Pro |
| Année                                         | 2018-2019                                                                  | 2019-2020 | 2020-2021 |
| Nombre de clubs                               | 6 clubs                                                                    | 10 Clubs | 10 clubs |
| --------------------------------------------- | -------------------------------------------------------------------------- | --- | --- |
| Liste des clubs                               | - FC BARCELONA - SCHALKE 04 - AS MONACO - CELTIC FC - FC NANTES - BOAVISTA | - FC BARCELONA - MANCHESTER UNITED - FC BAYERN MÜNCHEN - JUVENTUS DE TURIN - ARSENAL - CELTIC FC - AS MONACO - SCHALKE 04 - BOAVISTA - FC NANTES | - FC BARCELONA - MANCHESTER UNITED - FC BAYERN MÜNCHEN - JUVENTUS DE TURIN - ARSENAL - CELTIC FC - AS MONACO - SCHALKE 04 - AS ROMA - GALATASARAY SK |

### Palmarès
| Edition | Champion  | Résultats       | Finaliste         | Troisièmes        | Ref    |
| ------- | --------- | --------------- | ----------------- | ----------------- | ------ |
| 2019    | AS MONACO | 3-1 / 2-1 / 3-0 | CELTIC FC         | FC BARCELONA      | [ 37 ] |
| 2019    | AS MONACO | 3-1 / 2-1 / 3-0 | CELTIC FC         | FC NANTES         | [ 37 ] |
| 2020    | AS MONACO | [ 38 ]          | FC BAYERN MÜNCHEN | JUVENTUS DE TURIN | [ 39 ] |

## eFootball.Pro Cup
L'eFootball.Pro Cup est exceptionnellement organisée en 2020 pour combler la fin de saison, à la suite de l'arrêt de l'eFootball.Pro League. Elle se dispute en ligne. Un total de 250 000€ est décerné.
Les 10 équipes sont divisées en deux groupes de cinq, desquels les deux premiers se qualifient pour une phase finale à élimination directe.
La phase de poules se dispute avec un format de confrontations uniques. Les demi-finales se déroulent au format aller-retour, tandis que la finale se dispute sur une seule rencontre.
Dates :
Phase de poules : 18 et 24 juillet.
Phase finale (demi-finales et finale) : 31 juillet.
| Clubs officiels participant à l'eFootball.Pro Cup | Clubs officiels participant à l'eFootball.Pro Cup                                                                                                |
| Année                                             | 2020 |
| Nombre de clubs                                   | 10 clubs |
| ------------------------------------------------- | --- |
| Liste des clubs                                   | - FC BARCELONA - MANCHESTER UNITED - FC BAYERN MÜNCHEN - JUVENTUS DE TURIN - ARSENAL - CELTIC FC - AS MONACO - SCHALKE 04 - BOAVISTA - FC NANTES |

### Palmarès
| Edition | Champion          | Résultats | Finaliste         | Troisièmes        | Ref    |
| ------- | ----------------- | --------- | ----------------- | ----------------- | ------ |
| 2020    | FC BAYERN MÜNCHEN | 2-0       | MANCHESTER UNITED | JUVENTUS DE TURIN | [ 40 ] |
| 2020    | FC BAYERN MÜNCHEN | 2-0       | MANCHESTER UNITED | FC BARCELONA      | [ 40 ] |

## Electronic Sports World Cup (ESWC)
L’eSports World Convention (ESWC), anciennement l'Electronic Sports World Cup, est un événement de sport électronique annuel qui rassemble les meilleures équipes du monde sur des jeux vidéo conçus ou adaptés aux confrontations entre joueurs. Venus de tous les continents, ces joueurs s'affrontent pendant plusieurs jours sur leur jeu de prédilection dans le but de devenir champion du monde de leur discipline. La série Pro Evolution Soccer y était représenté lors de l'édition 2004 à 2007.

### Palmarès
| Edition | Jeux                   | Lieu                                                          | Champions                  | Finalistes              | Troisième                  |
| ------- | ---------------------- | ------------------------------------------------------------- | -------------------------- | ----------------------- | -------------------------- |
| 2004    | Pro Evolution Soccer 3 | Palais des congrès du Futuroscope, Poitiers, France           | Samad "Samsam" Baism       | Marcel « Xside » Waulke | Chen Zhiliang              |
| 2005    | Pro Evolution Soccer 4 | Carrousel du Louvre, Paris, France                            | Badr "ArabianJoker" Hakeem | Mike Moreton            | Raúl « Legre » Alegre      |
| 2006    | Pro Evolution Soccer 5 | Palais omnisports de Paris-Bercy, Paris, France               | Bruce "Spank" Grannec      | Mustafa « Myto » Menadi | Yasin « Jinxy » Koroglu    |
| 2007    | Pro Evolution Soccer 6 | Parc des expositions de la porte de Versailles, Paris, France | Sven "S-Butcher" Wehmeier  | Bruce « Spank » Grannec | Mike « El Matador » Linden |